# Jiří Hájek (polityk)
Jiří Hájek (ur. 6 lipca 1913 w Krhanicach, zm. 22 października 1993 w Pradze) – czechosłowacki polityk, minister spraw zagranicznych w okresie praskiej wiosny.

## Życiorys
Urodził się w Krhanicach koło Benešova. Jego ojciec był kierownikiem szkoły a matka nauczycielką. Od 1924 mieszkał w Pradze. Uczęszczał do gimnazjum na Vinohradach. W 1932 na uniwersytecie Karola rozpoczął studia na kierunku prawo. Chodził także na wykłady Instytutu Ernesta Denisa. Na skutek ogólnoświatowego kryzysu gospodarczego oraz coraz większych wpływów faszystów zaangażował się w tworzenie organizacji lewicowych. W 1932 współtworzył Seminarium Socjalistyczne będące częścią Chrześcijańskiego Stowarzyszenia Młodzieży Męskiej (YMCA). W 1933 został członkiem Stowarzyszenia Studentów Niezamożnych i Postępowych, Stowarzyszenia Studentów Socjaldemokratycznych. Był uczestnikiem paryskiej konferencji „Młodzież przeciw wojnie i faszyzmowi”, którą zwołali Romain Rolland i Henri Barbusse. Po wybuchu hiszpańskiej wojny domowej był aktywnym uczestnikiem działalności Komitetu Pomocy Demokratycznej W 1937 po ukończeniu studiów prawniczych rozpoczął pracę jako urzędnik powiatowego Wydziału Finansów. W 1938 został jednym z działaczy Zjednoczenia Młodej Czechosłowacji, które skupiały młodzieżówki partii demokratycznych.

## Lata 1938–1945
Po podpisaniu Układu Monachijskiego został współtwórcą Narodowego Ruchu Młodzieży Pracującej. W marcu 1939 ruch został rozwiązany na skutek okupacji Czechosłowacji przez III Rzeszę a sam Hájek przeszedł do konspiracji. Pisał artykuły do biuletynu "Informační Služba Národního Osvobození" (Służba Informacyjna Wyzwolenia Narodowego) oraz do czasopisma "V boj". Uczestniczył w antyhitlerowskiej demonstracji 28 października 1939, z okazji powstania Czechosłowacji, oraz w manifestacyjnym pogrzebie postrzelonego w jej trakcie studenta Jana Opletala. W dniu 29 listopada 1939 został aresztowany przez gestapo pod zarzutem działalności w ruchu oporu. Został skazany na 12 lat więzienia.

## Lata 1945-1968
Od 1946 pracował w Akademii Robotniczej oraz prowadził wykłady w Wyższej Szkole Politycznej i Społecznej. W latach 1945–1948 należąc do skrzydła Zdenka Fierlingera opowiadał się za zacieśnienieniem współpracy socjaldemokratów z komunistów. W lutym 1948 roku doprowadził do usunięcia kierownictwa Czeskiej Partii Socjaldemokratycznej (ČSSD), a dwa miesiące później głosował za zjednoczeniem ČSSD z KPCz. W pierwszej kadencji dostał się do Zgromadzenia Narodowego zostając także członkiem KPCz. Razem z krytykiem literackim Ladislavem Štollem zreorganizował Wyższą Szkołę Polityczną i Społeczną, w 1952 roku został rektorem Wyższej Szkoły Nauk Politycznych i Ekonomicznych.
W 1955 został ambasadorem w Wielkiej Brytanii. W 1957 został zastępcą ministra Václava Davida. Od 1962 roku pełnił funkcję stałego przedstawiciela przy ONZ. Brał udział w pracach Rady Bezpieczeństwa oraz Rady Gospodarczo-Społecznej ONZ. W 1965 powrócił do Czechosłowacji i został ministrem szkolnictwa. Funkcję tę pełnił do 1968. W kwietniu 1968 został ministrem spraw zagranicznych. Prowadził politykę zbliżenia z zachodem starając się zapewniać, że Czechosłowacji nie grozi kontrrewolucja. Podczas wydarzeń praskiej wiosny przebywał na urlopie w Jugosławii, skąd poleciał do Nowego Jorku, by wbrew instrukcjom prezydenta Ludvíka Svobody skrytykować postępowanie ZSRR. Skutkiem wystąpienia 9 września 1968 podał się do dymisji.

## Po 1968
Po ustąpieniu z funkcji szefa MSZ pracował w Instytucie Historii Czechosłowackiej Akademii Nauk a także jako wykładowca na Uniwersytecie Karola. W sierpniu 1969 został kierownikiem Instytutu Politologii Akademii Nauk. We wrześniu 1969 roku zrezygnował z członkostwa w KPCz, a w marcu 1970 roku został oficjalnie z niej usunięty. W 1973 został zwolniony z Instytutu Historii, przeszedł na emeryturę i przestał udzielać się publicznie. Zajął się głównie studiowaniem kwestii ONZ. Mimo emerytury spotykał się opozycjonistami Františkiem Krieglem, Gertrudą Sekaninovą-Čakrtovą, Zdenkiem Mlynářem, Františkiem Vodsloňem i Josefem Smrkovskim. W 1975 roku obserwował obrady Konferencji Bezpieczeństwa i Współpracy w Europie. Jesienią 1976 roku został pobity przez nieznanych sprawców.

## Karta 77
W grudniu 1976 uczestniczył w przygotowaniu deklaracji Karty 77 i razem z wraz z Václavem Havlem i Janem Patočką został pierwszym jej rzecznikiem. W 1978 brał udział w akcjach Karty 77 związanych z belgradzkim spotkaniem sygnatariuszy Aktu Końcowego KBWE. W sierpniu 1978 współtworzył dokument upamiętniający 10 rocznicę praskiej wiosny. Po 1979 był konsultantem aktywistów i rzeczników Karty 77. natomiast jego rodzinę dotknęły szykany ze strony Służby Bezpieczeństwa. Żonie uniemożliwiono wykonywanie zawodu a synowi odmówiono prawa do studiowania. W 1988 roku był współzałożycielem i przewodniczącym Czechosłowackiego Komitetu Helsińskiego a także Klubu Reformy Socjalistycznej "Odrodzenie" zrzeszającego reformatorów komunistycznych.
 W 1987 był pierwszym laureatem Nagrody Pamiątkowej Thorolfa Rafto za działalność na rzecz praw człowieka.

## Po 1989
Po upadku komunizmu wycofał się z życia publicznego zajmując się prawami człowieka. Pełnił także funkcję przewodniczącego Czeskiego Komitetu Helsińskiego, Fundacji Jerzego z Podiebradów na Rzecz Współpracy Europejskiej, Stowarzyszenia Więźniów Politycznych oraz Instytutu Studiów nad Demokracją.